# Klaus-Peter Lesch

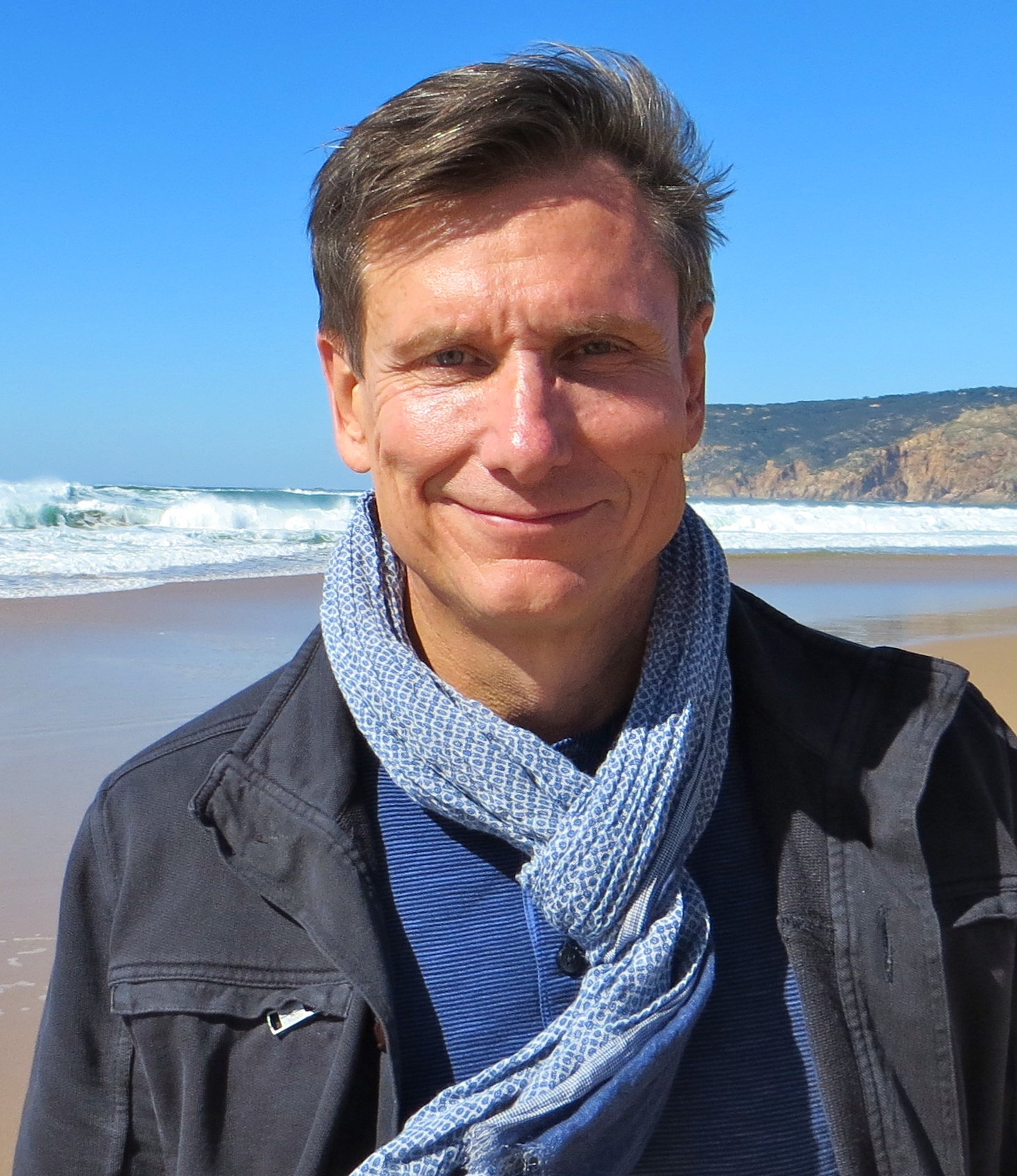
Klaus-Peter Lesch 2014

Klaus-Peter Lesch (* 4. März 1957 in Würzburg) ist ein deutscher Psychiater und Professor an der Universität Würzburg.

## Ausbildung
Lesch besuchte das Röntgen-Gymnasium Würzburg und absolvierte sein Abitur am Friedrich-Koenig-Gymnasium in Würzburg und studierte von 1977 bis 1983 Medizin an den Universitäten Würzburg (Deutschland), Bern (Schweiz) und Kapstadt (Südafrika). Während seines Studiums wurde er Mitglied im Corps Bavaria Würzburg. 1984 promovierte er an der Klinik für Neurologie des Klinikums der Universität Würzburg und arbeitete dort von 1985 bis 1990 als Assistenzarzt an der Klinik für Psychiatrie und Psychotherapie.

## Wissenschaftliche Karriere
Von 1990 bis 1992 war er als Fogarty Research Fellow in der Abteilung für Neuropharmakologie unter der Leitung von Dennis L. Murphy am National Institute of Mental Health in Bethesda, Maryland/USA, tätig.
An der Universität Würzburg war er von 1993 bis 1995 Oberarzt und Arbeitsgruppenleiter in der Klinik für Psychiatrie und Psychotherapie. Nach der Habilitation hatte er in Würzburg von 1995 bis 2000 eine Hermann und Lilly Schilling-Stiftungsprofessur für klinische Neurowissenschaften inne.

## Ordentliche Professur
Seit 2001 ist Klaus-Peter Lesch ordentlicher Professor für Psychiatrie und Psychotherapie an der Klinik für Psychiatrie, Psychosomatik und Psychotherapie der Universität Würzburg und leitet seit 2004 eine Klinische Forschergruppe zur Erforschung des Aufmerksamkeitsdefizit-/Hyperaktivitäts-Syndroms. Seit 2010 ist er gleichzeitig als Professor am Institut für Translationale Neurowissenschaften der School for Mental Health and Neurosciences (MHENS) der Universität Maastricht in den Niederlanden tätig.
In Würzburg hat Lesch seit dem Jahre 2010 den Lehrstuhl für Molekulare Psychiatrie und ist Direktor des Labors für Translationale Neurowissenschaften.
An der Universität Tartu in Estland hat Lesch seit 2011 eine Gastprofessur an der Fakultät für Sozialwissenschaften und Bildung inne.

## Forschungsgebiete
Zu den wichtigsten Forschungsgebieten von Klaus-Peter Lesch gehören:
- Molekulare Neurobiologie der kognitiven Kontrolle
- Epigenetik der Gehirnentwicklung und der neuronalen Plastizität
- Funktionelle Bildgebung
- Tiermodelle für Aufmerksamkeit, Kognition und Lernen/Gedächtnis
- Pathogenetische Mechanismen des Aufmerksamkeitsdefizit-/Hyperaktivitäts-Syndroms (ADHS), Angsterkrankungen, Depression und Substanzmissbrauch

## Weitere berufliche Aktivitäten
Seit 2007 ist Lesch Gründungsmitglied des European Neuroscience and Society Network (ENSN).

## Auszeichnungen
- 1988 Organon Research Award for Biological Psychiatry
- 1992 A.E. Bennett Award
- 1993 H.J. Weitbrecht Award
- 1995 WFSBP International Research Development Award
- 1996 Max Hamilton Memorial Award
- 1997 AGNP Psychopharmacology Award
- 2008 ECNP Neuropsychopharmacology Award

## Publikationen
- mit D. Bengel, A. Heils, S. Z. Sabol, B. D. Greenberg, S. Petri, J. Benjamin, C. R. Müller, D. H. Hamer und D. L. Murphy: Association of anxiety-related traits with a polymorphism in the serotonin transporter gene regulatory region. In: Science. 274, 1996, S. 1527–1532.
- mit T. Canli: Long story short: the serotonin transporter in emotion regulation and social cognition. In: Nature Neurosci. 10, 2007, S. 1103–1109.
- mit D. L. Murphy: Targeting the murine serotonin transporter: insights into human neurobiology. In: Nat Rev Neurosci. 9, 2008, S. 85–96.
- mit S. Selch, T. J. Renner, C. Jacob, T. T. Nguyen, T. Hahn, M. Romanos, S. Shoichet, A. Dempfle, M. Heine, A. Boreatti-Hümmer, S. Walitza, J. Romanos, S. Gross-Lesch, H. Zerlaut, B. Allolio, S. Heinzel, M. Fassnacht, A. Fallgatter, T. Wultsch, H. Schäfer, A. Warnke, A. Reif, H. H. Ropers und R. Ullmann: Genome-wide copy number variation analysis in ADHD: association with neuropeptide Y gene dosage in an extended pedigree. In: Mol Psychiatry. 16, 2011, S. 491–503.
- mit J. Waider: Serotonin in the modulation of neural plasticity and networks: implications for neurodevelopmental disorders. In: Neuron. 76, 2012, S. 175–191.